# Tonara
Tonara (sardinsky: Tonàra) je italská obec (comune) v provincii Nuoro v regionu Sardinie. Nachází se ve výšce 900 metrů nad mořem a má přibližně 1 700 obyvatel. Rozloha obce je 52,02 km².